# Keríniai hajó
A keríniai hajó (görögül: Πλοίο της Κερύνειας) egy Kr. e. 4. századi ókori görög kereskedelmi hajó, amely Kr. e. 294 körül süllyedt el.
A hajó roncsát Andréasz Kariólu görög-ciprusi búvároktató fedezte fel 1965 novemberében egy viharban. 1965-ben, miután elvesztette a pontos helyzetét, Cariolou több mint 200 merülést hajtott végre, amíg 1967-ben újra felfedezte a roncsot a ciprusi Kerínia közelében. Michael Katzev, a Pennsylvaniai Egyetem Régészeti és Antropológiai Múzeumának végzős hallgatója 1967 és 1969 között tudományos feltárásokat vezetett a hajó megismerése és kiemelése céljából. Katzev később társalapítója lett az Amerikai Tengerészeti Régészeti Intézetnek. A leletről a Cyprus Broadcasting Corporation dokumentumfilmje részletesen beszámolt „Kapitánnyal, matrózokkal hárman: Kerínia ősi hajója” címmel. Maga a hajó nagyon jó állapotban volt, a hajótest faanyagának több mint a fele jó állapotban fennmaradt.
Miután kiemelték a tengerfenékről, új otthonra talált a keríniai várban található Hajóroncsmúzeumban, ahol jelenleg is ki van állítva. 2008-tól a hajó rekonstruált képe szerepel a ciprusi euróérmék közül a 10, 20 és 50 eurocentes érméken.

## Története

### Ókori története
A hajó Nagy Sándor és utódai életében a Földközi-tengeren hajózott. A nyílt vízben süllyedt el Kürénia ókori kikötője előtt valamikor Kr. e. 294 után, amikor már meglehetősen öregnek számított.
A hajót több mint 20 évig használták a kereskedők. A régészek részletesen tanulmányozták a hajó maradványait, és sok új információt találtak az ókori építési technikákról, az anyagok ókori újrafelhasználásáról, valamint a Kerínia munkássága alatt végzett kiterjedt javítások és átalakítások bizonyítékairól. A hajó orrában kicserélték és kijavították a deszkázatot. A hajó gerincének törését megjavították, a hajó külsejét pedig fa- és ólomburkolattal védték, hogy az öregedő faanyagok vízzáróak maradjanak, és meghosszabbítsák a hajó élettartamát. A hajótest vázán lévő hornyok közelebbi elemzése arra utal, hogy az árbóclépcsőt akár háromszor, de lehet, hogy négyszer is elmozdították. Ez a mozgás történetesen a fenékvíz összegyűjtésére szolgáló tér közvetlen közelében történt. Emiatt a régészek feltételezik, hogy az árbóclépcső elmozdítása egy nagyobb fenékvízgyűjtőnek adott helyet, amely képes volt a vizet kiemelni és a fedélzetre emelni. Ezek a víz beszivárgásának kezelésére irányuló szélsőséges intézkedések megerősítik a hajó törékenységét és hozzájárulhattak a hajó elsüllyedéséhez. A hajótest kiváló állapotban való megőrzése, valamint a kiterjedt javítások bizonyítják a hajó hosszú vitorlázó életét, és nagyban hozzájárulnak az ókori hajóépítésről szerzett ismereteinkhez. 

### Felfedezése
A hajó roncsát közel 2400 évvel később, 1965 novemberében fedezte fel a keríniai görög ciprióta búvároktató és önkormányzati képviselő Andréasz Kariólu, miközben egy viharos napon szivacsokat gyűjtött 33 méteres tengermélységben, Kerínia kikötőjétől mintegy egy tengeri mérföldre északkeletre, a Ciprusi Köztársaság északi partjainál. A felszínen tomboló viharban hajójának horgonya elkezdte vonszolni magát az iszapos tengerfenéken. Cariolou észrevette a vonszolás okozta iszpfelhőt, és követte a horgony lassú mozgását, amikor hirtelen meglátta a hajóroncsot. Boldogan megzavarodva gyorsan talpra kellett állnia, és követnie kellett a horgony útvonalát, mivel hajója veszélyesen közeledett a sziklás part felé. Megértve leletének fontosságát és az illegális ásatások kockázatát, diszkréten kezelte a dolgot, és csak a Régiségügyi Minisztérium igazgatóját, Dr. Vasszosz Karageorgiszt és a Ciprusi Köztársaság elnökét tájékoztatta. 1967 végén a Ciprusi Köztársaság Régiségügyi Minisztériuma meghívott néhány víz alatti régészt, hogy tanulmányozzák az ásatások lehetőségeit egy ilyen különösen nehéz és költséges tengermélységben. Köztük volt Michael Katzev, a Pennsylvaniai Egyetem Régészeti és Antropológiai Múzeumának tengeri régésze, aki Ciprus partjainál hajóroncsok után kutatott. Még abban az évben Andréasz Kariólu elvitte a Michael Katzev vezette csapatot a helyszínre.
Michael Katzev 1967 és 1969 között irányította a régészeti expedíciókat. 1967-ben általános vizsgálatot végeztek, amelybe az Oxfordi Egyetem tudósokból álló csoportja (Dr. Edward Hall, Dr. Jeremy Green) is bekapcsolódott, „proton” magnetométeres fémdetektor és szondák segítségével. Green egy hónapot töltött a helyszínen, hogy egy körülbelül 20x5 méteres területen megtalálja a fém alkatrészeket és a teljes hajó és rakományának hozzávetőleges helyzetét. 1968 és 1969 nyarán a hajóroncsot feltárták, és egy több mint 50 víz alatti régészből, diákból és technikusból álló csapat sztereofotográfiát és más fejlett technikákat alkalmazva rögzítette az egyes tárgyak helyzetét, mielőtt a felszínre hozták volna őket. Ezután a hajó fából készült, a tengerfenéken jól megőrződött hajótestét rögzítették, lefényképezték, felcímkézték, szétszedték és óvatosan a felszínre emelték.

## Régészeti jelentősége

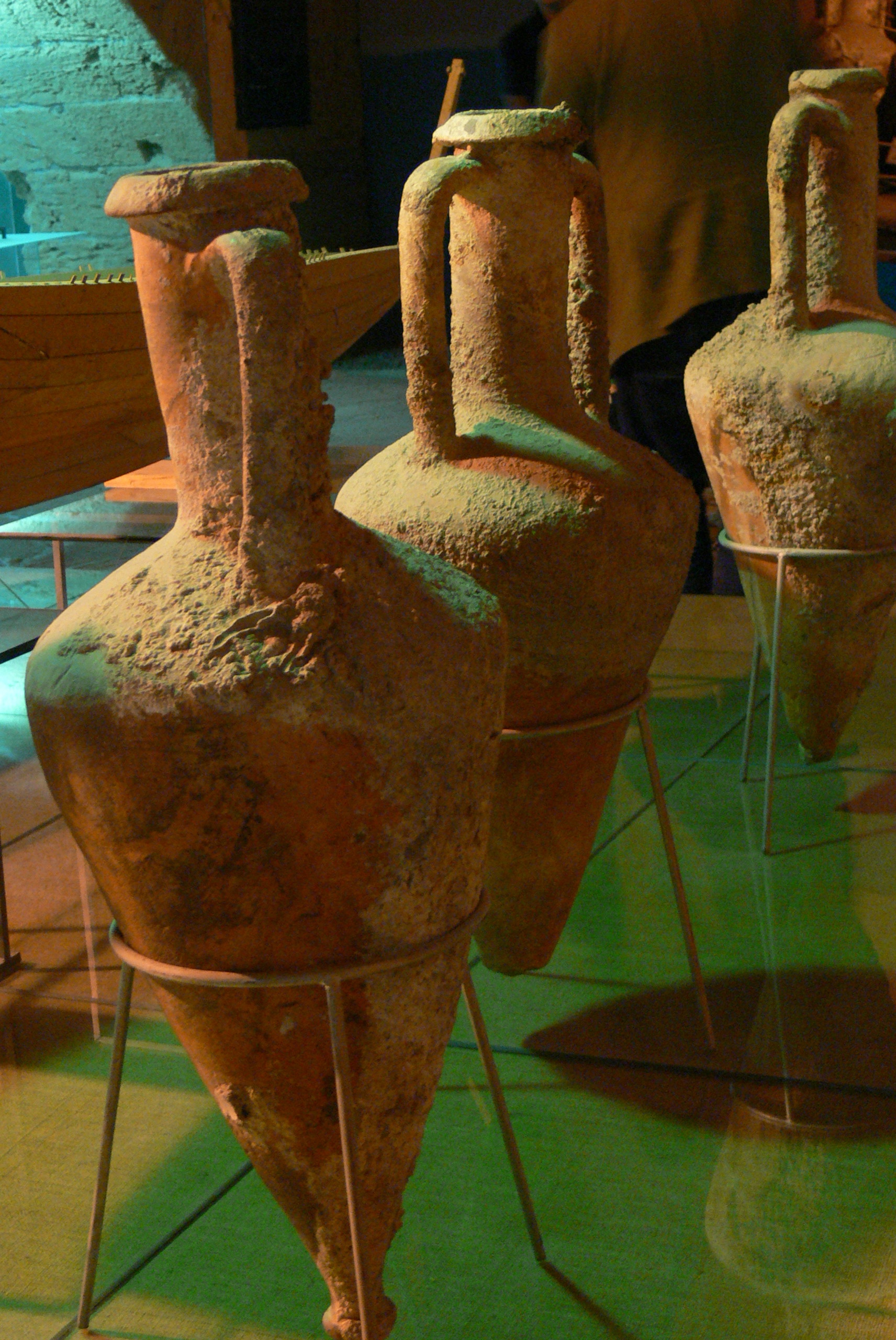
Amforák, amelyek most a Múzeumban vannak

A Kerínia várában található tárgyak azok az eredetiek, amelyeket az utolsó, mintegy 2300 évvel ezelőtti útja során szállított a hajó. Ezekből megismerhették a kapitány és három matróz életét, akik a hajón dolgoztak. A hajó 381 amforát vagy szállítóedényt szállított, amelyekben bor, olívaolaj és mandula volt - a legtöbb amfora a Kerínia hajó fedélzetén Rodoszról (340), néhány Knidoszról (4), Számoszról (1), Koszról (x2), Palesztinából (1), Egyiptomból (föníciai stílusú, 1), Ciprusról (1) és valószínűleg Kurionból (1) származott. Az amforabélyegek némelyike arra utal, hogy a hajó Kr. e. 294 és 291 között süllyedt el, amit a hajóroncs helyén talált hét bronzérme is alátámaszt. Ezek közül öt érmét Nagy Sándor nevében vertek, és kb. i. e. 334 és i. e. 301 közé datálhatók. Az egyik érme ismeretlen veret, a másik pedig I. Ptolemaiosz egyik jól ismert típusa, amelyet csak Cipruson gyártottak. Ez az érme i. e. 294 utánra datálható. A hajó kereskedelmi útvonala Rodosz, Ciprus és a Levante érintette, lehetséges végcélja pedig Egyiptom volt.
A bor, olaj és mandula (több mint 9000 darab) mellett a keríniai hajó malomköveket és vasrudakat is szállított. Huszonkilenc malomkő, amelyet rakományként három sorban a hajógerinc fölé rakodtak, tőkesúlyként is szolgált. A kőbányában, valószínűleg Kosz szigetén, kőfaragók az oldalukra azonosító betűket véstek.
A hajósok az út során halásztak, és erről árulkodik a hajó orrában talált több mint 300 ólomnehezék is. Az ételeket valószínűleg a parton készítették el, nagy lábasok és egy bronz üst segítségével. A hajón négy ivócsésze (kantharosz), négy olajtartály (gutti), négy bormérő (olpai), valamint tálak, csészealjak és fakanalak is voltak. A roncsból származó kerámia arra utal, hogy a hajót négyfős legénység vezette, és arra is utal, hogy a hajó kikötőhelye Rodosz volt, amit az e kerámiákon végzett tudományos elemzések is alátámasztanak. A régészek a hajóroncs helyén dárdákat is találtak,amelyeket valószínűleg a legénység védelmére használtak a hajó utolsó útja során.
A hajón azonban már korábban is szolgálhatott levantei legénység. A hajófenékben nyolc apró kerámiadarabot találtak, amelyek között egy gyakori levantei korsótöredék, valamint hét töredék négy-öt ivócsészéből származik, amelyek a Kr. e. 5. és 4. századra jellemző, akhaemenida csészék néven ismertek. Az ilyen típusú edények és ivócsészék példányait a mai Izrael partvidékén is megtalálták.
A hajó egyetlen négyzet alakú vitorlát hordozott, és a hajóroncs helyén több mint 100, úgynevezett fonott vitorlából származó ólomkötélgyűrűt találtak. A fából készült, főként ciprusi fenyőből (Pinus brutia) épült hajótest csaknem 14,7 x 4,4 méteres átmérőjű hosszában maradt fenn. A hajót a „shell first” ősi módszerrel építették, ami a mai módszerrel ellentétes. A korabeli fahajóépítési módszerrel ellentétben, ahol először az egész hajó teljes vázát kell megépíteni, ebben az esetben a hajógerinctől felfelé először a deszkázatot illesztették össze, horgokkal és csapokkal, majd a vázakat ezt követően fektették le, amelyeket a vázakon és a deszkákon áthaladó rézszögekkel átszúrt facsapok zseniális összeállításával rögzítettek. A hajót hosszú szolgálatra szánták, és élete során négy nagyobb javításon esett át. Az utolsó javítás során 1,5-2 milliméter vastagságú ólomborítást vittek fel a hajótestre, hogy remélhetőleg viszonylag biztonságban tartsák az öreg járművet a hajóférgektől, és valószínűleg elősegítsék a vízzáróságát.
A hajó műtárgyainak és fából készült hajótestének konzerválására és megőrzésére 1970-ben és 1971-ben került sor, majd 1971 és 1973 között az eredeti faanyagokat állandó állványzaton újra összeállították, és a mai napig kiállították a hajó rakományával és a legénység árujával együtt a keríniai várban.
Elsüllyedésekor a  hajó csak egy horgonyt szállított. A roncson talált horgonymaradványok szerint a maradványok egyetlen egykarú, ólommal töltött fahorgonyból származnak. Az eredeti horgonynak volt egy középső, görbe növésű tölgyfából készült, szárnak nevezett fa tengelye, amely egy horogban vagy karban végződött. Ez a kar merőlegesen állt az ólommal töltött részre, ez az elrendezés biztosította, hogy a horgony leessen és beássa magát a tengerfenékbe. A roncsnál csak a készlet nehéz ólombetétjeit találták meg, amelyek a horgony elsüllyesztéséhez szükséges súlyt biztosították, a horgony farkcsúcsának vasbetétjét, valamint apró fadarabokat. Ez a horgonytípus kizárólag a tengerfenékbe való kapaszkodási képességére támaszkodott. A horoghorgony legkorábbi említése egy görög költeményből származik, amelyet Alkaiosz írt a Kr. e. 7. század közepén. A görögök a kampós horgony feltalálását több félig legendás alaknak tulajdonították, köztük Midász phrügiai királynak, de a valódi feltaláló ismeretlen.

## Szimbolikus jelentés
A kyreniai hajó a ciprusi 10, 20 és 50 centes érméken szerepel. 

## Fordítás
- Ez a szócikk részben vagy egészben  a   Kyrenia (ship) című angol Wikipédia-szócikk ezen változatának fordításán alapul.  Az eredeti cikk szerkesztőit annak laptörténete sorolja fel. Ez a jelzés csupán a megfogalmazás eredetét és a szerzői jogokat jelzi, nem szolgál a cikkben szereplő információk forrásmegjelöléseként.